# Странн, Асле
А́сле Странн (норв. Asle Strand; 29 сентября 1953, Осло — 9 июня 2000, Тромсё) — норвежский саночник, выступал за сборную Норвегии в 1970-х — 1980-х годах. Участник двух зимних Олимпийских игр, обладатель серебряной медали чемпионата Европы, чемпион национального первенства, призёр и участник многих международных турниров. Насмерть разбился во время одного из заездов.

## Биография
Асле Странн родился 29 сентября 1953 года в Осло. Активно заниматься санным спортом начал с юных лет, проходил подготовку в столичном спортивном клубе «Акефорениге». На международном уровне дебютировал в 1975 году, на чемпионате мира в шведском Хаммарстранде вместе со своим напарником Хельге Свенсеном закрыл десятку сильнейших. Год спустя они завоевали серебряную медаль на чемпионате Европы в том же Хаммарстранде и благодаря череде удачных выступлений удостоились права защищать честь страны на зимних Олимпийских играх в Инсбруке — заняли здесь тринадцатое место в мужском парном зачёте.
После Олимпиады Странн остался в основном составе национальной сборной и продолжил ездить на крупнейшие международные турниры. Так, в 1977 году он побывал на чемпионате мира в австрийском Игльсе, финишировал девятнадцатым среди одиночек и двенадцатым среди двоек. Поскольку его изначальный партнёр Свенсен к тому времени уже завершил карьеру, Сранд решил сконцентрироваться на одноместных санях и на всех дальнейших чемпионатах выступал исключительно в этой дисциплине. На мировом первенстве 1978 года в Имсте пришёл к финишу семнадцатым, через год показал тринадцатый результат на чемпионате мира в немецком Кёнигсзе и двадцать первый на чемпионате Европы в Оберхофе. Пытался пройти отбор на Олимпийские игры 1980 года в Лейк-Плэсид, однако Норвегия не получила квоту в санном спорте, и никто от этой страны там не выступал.
На чемпионате мира 1981 года в Хаммарстранде Странн был двадцать третьим, в следующем сезоне съездил на чемпионат Европы в Винтерберг, где занял двадцать первое место. По итогам сезона 1983/1984 ему всё-таки удалось пройти квалификацию на Олимпийские игры в Сараево — после четырёх заездов он расположился на двадцать второй позиции мужского одиночного зачёта. Впоследствии он уже не попадал в основной состав национальной сборной, хотя ещё в течение многих лет регулярно принимал участие в различных соревнованиях местного масштаба. Например, в 1996 году он неожиданно для всех стал чемпионом Норвегии на одноместных санях (на тот момент ему было уже 42 года).
В 2000 году Асле Странн участвовал в съёмках документального фильма про санный спорт и на трассе в коммуне Тромсё во время одного из заездов потерпел крушение. Спустя несколько дней в больнице он скончался от полученных травм.